# Forte da Ponta das Canas
O Forte da ponta das Canas localizava-se na ponta das Canas, no lado noroeste da ilha de São Sebastião (Ilhabela), no litoral norte do estado brasileiro de São Paulo.

## História
SOUZA (1885) refere que este forte foi iniciado em 1800, com o seu projeto original prevendo dezoito canhoneiras. De acordo com o autor, o isolamento e vulnerabilidade de sua localização levaram ao abandono do projeto, do qual acreditava não houvesse mais vestígios, à época (1885).
Dele existe planta sob o título "Planta da Fortaleza da Ponta das Canas de Alvenaria", de autoria do tenente-coronel José António Teixeira, sem data, no Arquivo Histório do Exército (Rio de Janeiro). A sua legenda reza: "Principiado ha annos, de alvenaria, (...): a sua conclusão seria útil, por defender a entrada dos navios. Acha-se coberto de matto, e não tem huma só pessoa [peça] de artilharia."
Terá sido, na realidade, o último dos fortes na ilha a ser construído, sendo o único que foi preservado, os seus muros podendo ser observados ao lado do farol da Ponta das Canas. A sua conservação deveu-se ao esforço e conscientização da proprietária do imóvel.

## Características
Constitui-se numa simples cortina em alvenaria de pedra argamassada, com o formato poligonal, em seis lances (quatro principais), aberta, sem muro pelo lado de terra.